# El Coscollar
El Coscollar (arag. O Coscollar) – miejscowość w Hiszpanii, w Aragonii, w prowincji Huesca, w comarce Sobrarbe, w gminie Aínsa-Sobrarbe.
Według danych INE z 2005 roku miejscowość zamieszkiwało 10 osób. Wysokość bezwzględna miejscowości jest równa 903 metry. Kod pocztowy do miejscowości to 22330.